# Tarachidia subcitrinalis
Tarachidia subcitrinalis är en fjärilsart som beskrevs av George Duryea Hulst 1886. Tarachidia subcitrinalis ingår i släktet Tarachidia och familjen nattflyn. Inga underarter finns listade i Catalogue of Life.